# Carl Keenan Seyfert
Pour les articles homonymes, voir Seyfert.

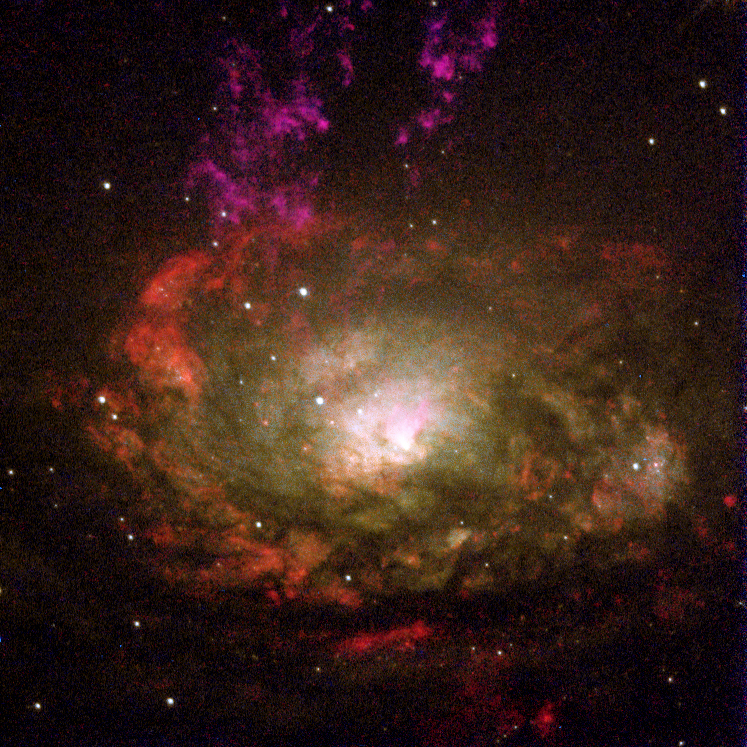
Image de la galaxie du Compas, une galaxie de Seyfert, par le télescope spatial Hubble.

Carl Keenan Seyfert, né le 11 février 1911 à Cleveland et mort le 13 juin 1960 à Nashville, est un astronome américain.
Il est surtout connu pour son article scientifique de 1943 sur les raies d'émission fortement excitées provenant du centre de certaines galaxies spirales, qui sont nommées galaxies de Seyfert en son honneur. Le Sextette de Seyfert, un groupe de six galaxies, porte également son nom.

## Biographie
Seyfert passa son enfance à Cleveland, puis étudia à l'université Harvard à partir de 1929. Il obtint son B.S. puis son M.S. (1933). En 1936, il obtint son Ph.D. en astronomie. Le titre de sa thèse était Études des galaxies externes, encadrée par Harlow Shapley. La thèse portait sur les couleurs et la luminosité des galaxies.
En 1936, il rejoignit le personnel du nouvel observatoire McDonald au Texas, où il participa au démarrage de l'observatoire. Il y resta jusqu'en 1940, travaillant avec Daniel M. Popper (en) sur les propriétés d'étoiles faibles de type B et continuant son travail sur les couleurs des galaxies spirales.
En 1940, il alla à l'observatoire du Mont Wilson comme membre du Conseil national de la recherche. Il y resta jusqu'en 1942, étudiant un type de galaxies actives appelées maintenant galaxies de Seyfert. En 1942, il retourna à Cleveland, au Case Institute, où il enseigna la navigation au personnel militaire et participa à de la recherche militaire secrète. Il poursuivit également quelques recherches astronomiques à l'observatoire Warner et Swasey (en) du Case Institute.
En 1946, il rejoignit la faculté d'enseignement de l'université Vanderbilt à Nashville au Tennessee. Le programme d'astronomie de Vanderbilt était très limité à l'époque. L'université possédait seulement un petit observatoire, équipé d'une lunette de 6" (152 mm), et un modeste programme d'enseignement.
Seyfert travailla efficacement pour améliorer le programme d'enseignement et trouver des fonds pour construire un nouvel observatoire. En quelques années, il obtint un support public notable de la communauté de Nashville. En conséquence, l'observatoire Arthur J. Dyer avec son télescope de 24" (609 mm) fut achevé en décembre 1953. Seyfert devint directeur du nouvel observatoire, position qu'il occupa jusqu'à sa mort.
Il mourut le 13 juin 1960, à Nashville, dans un accident d'automobile. Il était âgé de 49 ans.

## Ses contributions à l'astronomie
Carl Seyfert publia beaucoup d'articles dans la presse astronomique, sur une grande variété de sujets en astronomie stellaire et galactique, ainsi que sur les méthodes d'observation et l'instrumentation.
En 1943, il publia un article sur les galaxies au noyau brillant qui émettaient de la lumière avec un spectre de raies d'émission particulièrement élargies. L'exemple typique est M77 (NGC 1068). Cette classe de galaxies est maintenant appelée galaxies de Seyfert en son honneur (NGC 1068, NGC 1275, NGC 3516, NGC 4051, NGC 4151, NGC 6251, NGC 7469, NGC 7314, NGC 1566, NGC 1672, NGC 5548, NGC 5033, NGC 1808). Mais on a aussi trouvé plus tard : Fairall 9 ; galaxie du Compas (ESO 97-G13) ; les quasars QSO B2121+248 & QSO B0038+328 ; IC 1515, Abell 1795 ; Abell 2256 ; 3C 66B ; 3C 61.1 ; Messier 77, Markarian 231, Markarian 590, H 2356-309...
Durant son séjour au Case Institute, lui-même et Nassau obtinrent les premières images en couleurs de bonne qualité de nébuleuses et de spectres stellaires. En 1951, il observa et décrivit un groupe de galaxies autour de NGC 6027 soit : NGC 6027a, NGC 6027b, NGC 6027c, NGC 6027d, NGC 6027e, appelé maintenant Sextette de Seyfert dans la constellation du Serpent.
Il fut un innovateur actif dans le domaine de l'instrumentation, étant impliqué dans de nouvelles techniques telles que l'emploi en astronomie de tubes photomultiplicateurs et de techniques vidéo et le pilotage de télescopes assisté électroniquement.
Le cratère lunaire Seyfert (en) est nommé en son honneur (29.1 N, 114.6 E, diamètre 110 km). Le télescope de 24" de l'observatoire Dyer fut rebaptisé en son honneur.